# Hannah Scheffler
Hannah Scheffler (* 12. August 1999) ist eine deutsche Fußballspielerin.

## Karriere
Scheffler wechselte vom Pulheimer SC in die Jugendabteilung des 1. FC Köln. Für dessen B-Juniorinnen kam sie ab September 2014 in der Bundesliga West/Südwest zum Einsatz und bestritt im Mai 2016 ihre erste Partie für die zweite Frauenmannschaft in der Regionalliga West. Ab der Saison 2016/17 gehörte sie zum Kader der ersten Mannschaft und schaffte mit dieser als Vizemeister der 2. Bundesliga Süd den Aufstieg in die Bundesliga. Ihr Debüt in der Bundesliga gab sie am 3. September 2017 (1. Spieltag), als sie bei der 0:2-Auswärtsniederlage gegen den 1. FFC Frankfurt in der 60. Minute für Ann-Kathrin Vinken eingewechselt wurde. Nach dem direkten Wiederabstieg Kölns unterschrieb sie im Sommer einen Einjahresvertrag beim Bundesligaaufsteiger Bayer 04 Leverkusen.

## Erfolge
- Aufstieg in die Bundesliga 2017 (mit dem 1. FC Köln)